# Carlo M. Cipolla
Carlo M. Cipolla (eigentlich Carlo Cipolla, auch Carlo Maria oder Carlo Manlio Cipola) (* 15. August 1922 in Pavia; † 5. September 2000 ebenda) war ein italienischer Wirtschaftshistoriker und Schriftsteller.

## Leben
Nach seinem Studium an der Universität Pavia, der Sorbonne und der London School of Economics begann er seine berufliche Laufbahn zunächst an der Universität von Catania (Sizilien), gefolgt von zahlreichen weiteren italienischen Universitäten. Ab 1959 bis zu seinem Ruhestand 1991 lehrte er an der University of California in Berkeley. 1978 wurde er in die American Academy of Arts and Sciences aufgenommen. Seine Arbeiten wurden in viele Sprachen übersetzt.

## Auszeichnungen
Cipolla wurde mit mehreren Auszeichnungen geehrt, so wurde er 1980 Ehrendoktor der ETH Zürich und 1992 der medizinischen Fakultät der Universität Pavia. Er war Mitglied der Royal Historical Society, der British Academy, der Accademia dei Lincei, der American Academy of Arts and Sciences und der American Philosophical Society von Philadelphia.
Im Jahr 1995 erhielt er den Balzan-Preis für Wirtschaftsgeschichte mit dieser Laudatio: „Carlo Maria Cipolla gilt in Fachkreisen als maßgeblicher Forscher der Wirtschaftsgeschichte, der dort mehr als andere Neuland erschlossen hat. Kraft seiner von gedanklicher und methodischer Strenge gezügelten Wissbegierde und dank peinlich genauer Erkundung der Quellen hat er es verstanden, in Werken von großer Originalität die verschiedensten Gebiete der Wirtschafts- und Kulturgeschichte zu behandeln und hierbei überblicksartige Darstellungen mit Detailuntersuchungen zu verbinden.“

## Rezeption
Ein Sonderfall ist sein satirisches Büchlein “Allegro ma non troppo”. Zuerst nur als Privatdruck für Freunde, dann 1988 bei Il Mulino in Bologna erschienen, wurde es überraschend zu einem Bestseller (mehr als 300.000 Auflage). Es besteht aus zwei Essays “Pepe, vino (e lana) come elementi determinanti dello sviluppo economico nell'età di mezzo”, deutsch unter dem geänderten Titel „Die Rolle der Gewürze (insbesondere des Pfeffers) für die wirtschaftliche Entwicklung des Mittelalters“, und “Le leggi fondamentali della stupidità umana” (deutsch: „Die Prinzipien der menschlichen Dummheit“). Im ersten persifliert Cipolla seine eigene wirtschaftshistorische Analysetechnik, um zu absurden Schlüssen zu kommen, im zweiten formuliert er die surrealen Grundgesetze der Dummheit (die Übersetzung „Prinzipien“ trifft nicht ganz zu) nach wirtschaftlichen Parametern. Er selbst sagte ironisch, er ärgere sich über das Missverhältnis von Aufwand und Publikumserfolg: Er habe Jahrzehnte großen historischen Untersuchungen gewidmet, die bestenfalls „von zwei oder drei Fachkollegen“ zur Kenntnis genommen würden, während diese beiden Aufsätze, in zwei schlaflosen Nächten hingeschrieben, enorme Breitenwirkung entfaltet hätten. Inzwischen ist er durch diese brillanten Aufsätze, die auch ins Deutsche übersetzt worden sind, auch mit seinen wissenschaftlichen Arbeiten einem größeren Publikum bekannt geworden.

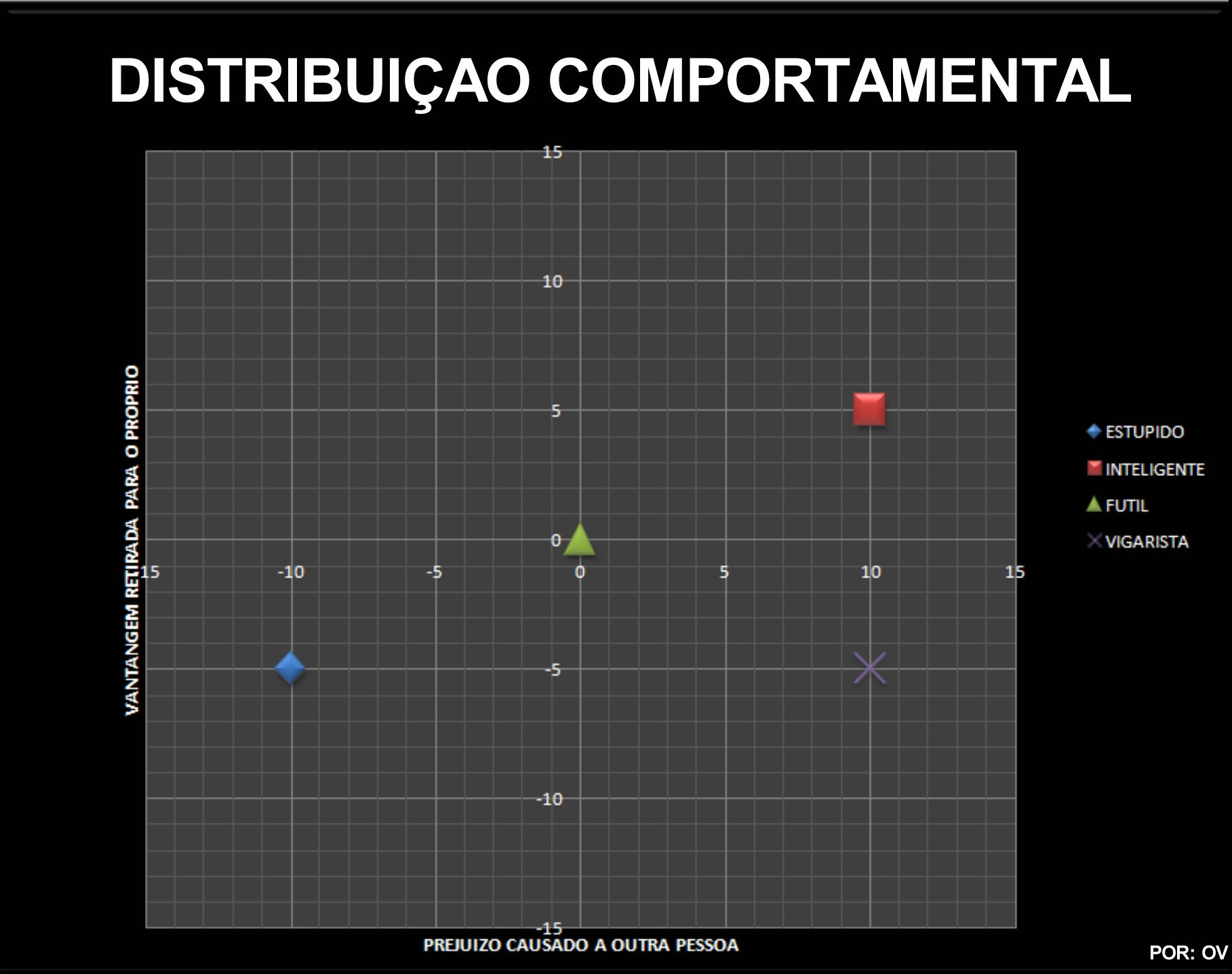
Graph mit den Gewinnen und Verlusten, die ein Individuum für sich selbst und andere bewirkt (siehe Erläuterungen im Text) Intelligente Menschen (oben rechts); Naive Menschen (oben links); Banditen (unten rechts); Dumme Menschen (unten links).

## Die Prinzipien der menschlichen Dummheit
Dies sind kurzgefasst die fünf fundamentalen Gesetze bzw. Prinzipien der Dummheit, die Cipolla satirisch in seinem Werk Die Prinzipien der menschlichen Dummheit beschreibt:
1. Stets und unvermeidlich wird die Zahl der im Umlauf befindlichen dummen Individuen unterschätzt.
2. Die Wahrscheinlichkeit, dass eine bestimmte Person dumm ist, besteht unabhängig von jeder anderen Eigenschaft dieser Person. Demzufolge gibt es einen stets gleich hohen Anteil an Dummen in allen gesellschaftlichen Gruppen, sowohl bei Hausmeistern wie bei Universitätsprofessoren.
3. Ein dummer Mensch ist jemand, der einer anderen Person oder einer Gruppe von Personen Schaden zufügt, ohne selber dabei Gewinn zu erzielen und dabei u. U. sogar zusätzlichen Verlust macht (das sogenannte „goldene Prinzip“).
4. Menschen, die nicht dumm sind, unterschätzen stets das Gefährlichkeitspotential dummer Menschen. Vor allem vergessen Menschen, die nicht dumm sind, ständig, dass Verhandlungen und/oder Verbindungen mit dummen Personen zu jedem Zeitpunkt, an jedem Ort und in jedem Fall sich unweigerlich als teurer Irrtum herausstellen werden.
5. Eine dumme Person ist der gefährlichste Typ aller Personen.

Seine Conclusio: Die Dummheit richtet mehr Schaden an als Verbrechen. Denn gegen Verbrecher kann man sich schützen, aber der Dumme handelt vollkommen irrational und unvorhersehbar, und gegen das Unvorhersehbare gibt es keinen Schutz.
In der Abbildung sind die zwei „Faktoren“, die Cipolla bei Menschen beobachtete, dargestellt:
- Die X-Achse sind Gewinne (hohe Werte/obere Abschnitte) und Verluste (niedrige Werte/untere Abschnitte), die ein Individuum für sich selbst bewirkt,
- Die y-Achse sind die Gewinne (hohe Werte) und Verluste (niedrige Werte), die ein Individuum für andere bewirkt.
  - Dumme Menschen (unten links in der Grafik) sind kontraproduktiv für sich selbst und für andere
  - Banditen (unten rechts) verfolgen ihre eigenen Interessen (haben selbst einen Gewinn), auch wenn dabei ein Netto-Nachteil für die gesellschaftliche Wohlfahrt entsteht.
  - Intelligente Menschen (oben rechts) tragen zur Gesellschaft bei und nutzen ihre Beiträge auch zu gegenseitigen Vorteilen
  - Naive Menschen (oben links) tragen ebenfalls zur Gesellschaft bei (es profitieren die anderen), haben selbst aber keinen Nutzen.
  - In der Mitte befinden sich die hilflosen und ineffektiven Menschen.[6]

Diese Darstellung kann nur die Essenz der „Theorie“ von Cipolla vermitteln. Für das volle satirische Verständnis wird die Lektüre des Originals oder einer Übersetzung empfohlen.

## Schriften (Auswahl)
Carlo Cipolla verfasste – auf Englisch und Italienisch – zahlreiche Bücher über Themen der Wirtschaftsgeschichte, darunter:
- The economic history of world population. Penguin, Harmondsworth 1962
  - deutsch: Wirtschaftsgeschichte und Weltbevölkerung. dtv, München 1972, ISBN 3-423-04110-2
- Literacy and Development in the West. Penguin, Harmondsworth 1969
  - italienisch: Istruzione e sviluppo. Il declino dell’analfabetismo nel mondo occidentale. Il Mulino, Bologna 2002
- Cristofano and the Plague. University of California Press, Berkeley 1973
- Storia economica dell’Europa pre-industriale. Il Mulino, Bologna 1974
  - englisch: Before the industrial Revolution. European society and economy 1000–1700. Methuen, London 1976, ISBN 0-416-80900-6
- Le avventure della lira. Il Mulino, Bologna 1975, ISBN 88-15-08498-3
- Faith, Reason, and the Plague in Seventeenth-Century Tuscany. Cornell University Press, Ithaca 1979
- Fighting the Plague in Seventeenth-Century Italy. University of Wisconsin Press, Madison 1981
- Le macchine del tempo. L’orologio e la società (1300–1700). Il Mulino, Bologna 1981
  - deutsch: Gezählte Zeit. Wie die mechanische Uhr das Leben veränderte. Wagenbach, Berlin 2011, ISBN 978-3-8031-2665-8
- Contro un nemico invisibile. Epidemie e strutture sanitarie nell’Italia del Rinascimento. Il Mulino, Bologna 1986
- Tra due culture. Introduzione alla storia economica. Il Mulino, Bologna 1988
- Allegro ma non troppo. Il Mulino, Bologna 1988
  - deutsch: Allegro ma non troppo. Die Rolle der Gewürze (insbesondere des Pfeffers) für die wirtschaftliche Entwicklung des Mittelalters. Die Prinzipien der menschlichen Dummheit. Übersetzt von Moshe Kahn. Wagenbach, Berlin 2001, ISBN 3-8031-1197-8, 3. Auflage 2018, ISBN 978-3-8031-1197-5
  - deutsch (nur der zweite Essay): Die Prinzipien der menschlichen Dummheit. Übersetzt von Moshe Kahn. Liebeskind, München 2018, ISBN 978-3-95438-086-2
- Tre storie extra vaganti. Il Mulino, Bologna 1994, ISBN 88-15-09585-3
  - deutsch: Geld-Abenteuer. Extra vagante Geschichten aus dem europäischen Wirtschaftsleben. Wagenbach, Berlin 1995, ISBN 3-8031-1150-1
- Conquistadores, pirati, mercatanti. Il Mulino, Bologna 1996
  - deutsch: Die Odyssee des spanischen Silbers. Conquistadores, Piraten, Kaufleute. Wagenbach, Berlin 1998, ISBN 3-8031-3594-X
- Vele e cannoni. Il Mulino, Bologna 1999, ISBN 88-15-07298-5
  - deutsch: Segel und Kanonen. Die europäische Expansion zur See. Wagenbach, Berlin 1999, ISBN 3-8031-3602-4
- The Basic Laws of Human Stupidity, Il Mulino, Bologna, 2011, ISBN 978-8815233813